# Mikołaj Rej
Mikołaj Rej (4 de febrer de 1505, Żurawno, Regne de Polònia - entre el 8 de setembre i el 5 d'octubre del 1569, Rejowiec, Regne de Polònia) fou un eminent poeta i escriptor polonès del Renaixement, figura cabdal de la literatura polonesa per ser el primer autor que va escriure exclusivament en polonès, i és considerat, juntament amb Biernat de Lublin i Jan Kochanowski un dels fundadors de la literatura polonesa. En la seva obra va descriure els ideals de l'aristocràcia polonesa, criticà durament l'Església Catòlica i mostrà un ardent patriotisme. Provenia d'una família aristocràtica, tot i que estudià poc de temps a Lviv i a la Universitat Jagellònica de Cracòvia, aconseguí aprendre el llatí de forma autodidacta. Durant la dècada del 1540 esdevingué calvinista, i va fundar escoles protestants per la regió. Fou un personatge altament valorat per Segimon I, la reina Bona Sforza i per Segimon II August.

## Obres principals
- Krótka rozprawa między trzema osobami: Panem, Wójtem i Plebanem (Una breu discussió entre tres persones: un senyor, un batlle i un capellà, 1543), escrit sota el pseudònim Ambroży Korczbok Rożek.
- Żywot Józefa (La vida de Josep, 1545).
- Żywot Człowieka Poczciwego (La vida de l'home honrat).
- Kupiec (El mercader, 1549).
- Zwierzyniec (El Zodíac, 1562).
- Zwierciadło (El mirall de tots els estats) que incorpora l'obra en tres llibres Wizerunek własny żywota człowieka poczciwego (Imatge de la vida d'un home honrat, 1567–68).
- Rzecz pospolita albo Sejm pospolity (La comunitat o el Sejm general).